# Баране
Баране (пол. Baranie) — колишнє лемківське село в Польщі у гміні Дукля Кросненського повіту Підкарпатського воєводства.

## Розташування
Знаходилось поряд зі словацьким кордоном за 1 км на північ від гори Бараня над потоком Бараній, за 6 км від села Вільховець.

## Історія
У 1880 році в селі проживали 44 українці-грекокатолики.
До 1945 р. жителі села належали до парохії Вільховець Дуклянського деканату, до якої належали також Вильшня і Ропянка. Метричні книги провадились від 1760 р.
Після виселення лемків у 1945-1947 рр. всі мешканці села були вивезені, а село припинило своє існування.